# Seletin, Putila
Seletin (în ucraineană Селятин, transliterat: Seleatîn și în germană Seletin) este un sat reședință de comună în raionul Putila din regiunea Cernăuți (Ucraina). Are 1,173 locuitori, preponderent ucraineni (huțuli).
Satul este situat la o altitudine de 824 metri, pe malul râului Suceava, în partea de sud-est a raionului Putila, pe frontiera cu România. De această comună depind administrativ satele Halițivca și Rusca.

## Istorie
Localitatea Seletin a făcut parte încă de la înființare din regiunea istorică Bucovina a Principatului Moldovei. Prima atestare documentară a satului datează dintr-un hrisov al voievodului Ștefan cel Mare din 13 martie 1490, când satul Seletin (înconjurat de munți și de păduri) se afla în proprietatea Mănăstirii Putna. 
În ianuarie 1775, ca urmare a atitudinii de neutralitate pe care a avut-o în timpul conflictului militar dintre Turcia și Rusia (1768-1774), Imperiul Habsburgic (Austria de astăzi) a primit o parte din teritoriul Moldovei, teritoriu cunoscut sub denumirea de Bucovina. După anexarea Bucovinei de către Imperiul Habsburgic în anul 1775, localitatea Seletin a făcut parte din Ducatul Bucovinei, guvernat de către austrieci, făcând parte din districtul Seletin (în germană Seletin). În anul 1864 s-a deschis prima școală în sat, iar în 1913 s-a construit o linie de cale ferată.
După Unirea Bucovinei cu România la 28 noiembrie 1918, satul Seletin a făcut parte din componența României, ca localitate de reședință a Plasei Putilei din județul Rădăuți. Pe atunci, majoritatea populației era formată din ucraineni, existând și comunități de români și de evrei. În perioada interbelică, funcționau aici o judecătorie, o gară CFR care făcea legătura cu localitățile din celelalte județe, un oficiu telefonic, un inspectorat școlar, o organizație medicală a Casei Asigurărilor Sociale din Rădăuți și o filială a Centralei Caselor Naționale . 
Ca urmare a Pactului Ribbentrop-Molotov (1939), Bucovina de Nord a fost anexată de către URSS la 28 iunie 1940, reintrând în componența României în perioada 1941-1944. Apoi, Bucovina de Nord a fost reocupată de către URSS în anul 1944 și integrată în componența RSS Ucrainene. 
După război s-a deschis o grădiniță, un spital cu 16 paturi și un cămin cultural. În aul 1947 a fost înființată aici o stație meteorologică, aflată și astăzi în funcțiune. 
Începând din anul 1991, satul Seletin face parte din raionul Putila al regiunii Cernăuți din cadrul Ucrainei independente. Conform recensământului din 1989, numărul locuitorilor care s-au declarat români plus moldoveni era de 14 (7+7), reprezentând 1,22% din populație . În prezent, satul are 1.173 locuitori, preponderent ucraineni.

## Demografie
Componența lingvistică a localității Seletin
     Ucraineană (98,38%)
     Alte limbi (1,63%)
Conform recensământului din 2001, majoritatea populației localității Seletin era vorbitoare de ucraineană (98,38%), existând în minoritate și vorbitori de alte limbi.
1930: 4.171 (recensământ) 
1989: 1.145 (recensământ) 
2007: 1.173 (estimare)

## Recensământul din 1930
Componența etnică a comunei Seletin (județul Rădăuți)
     Români (5,7%)
     Evrei (17,7%)
     Ruteni (29,45%)
     Huțuli (37,65%)
     Germani (5,7%)
     Polonezi (3,1%)
     Altă etnie (0,7%)
Componența confesională a comunei Seletin
     Ortodocși (70,55%)
     Mozaici (17,73%)
     Romano-catolici (7,63%)
     Greco-catolici (3,22%)
     Altă religie (0,87%)
Conform recensământului efectuat în 1930, populația comunei Seletin se ridica la 4157 locuitori. Majoritatea locuitorilor erau huțuli (37,65%), cu o minoritate de evrei (17,7%), una de ruteni (29,45%), una de germani (5,7%), una de polonezi (3,1%) și una de români (5,7%). Alte persoane s-au declarat: maghiari (3 persoane) și ruși (25 de persoane). Din punct de vedere confesional, majoritatea locuitorilor erau ortodocși (70,55%), dar existau și mozaici (17,73%), romano-catolici (7,63%), greco-catolici (3,22%). Alte persoane s-au declarat: evanghelici/luterani (8 persoane), adventiști (21 de persoane) și fără religie (7 persoane).

## Obiective turistice
- Biserica de lemn cu hramul "Nașterea Maicii Domnului" - construită în anul 1630 și renumită prin faptul că nu a fost folosit nici un cui la construcția ei. Clopotnița de lemn datează și ea din secolul al XVII-lea [6] [7].
- Biserica greco-catolică cu hramul "Sf. Vladimir" - construită în anul 1846 de comunitatea greco-catolică din localitate [8]
- Cimitirul evreiesc din sat - În anul 1940 trăiau mulți evrei în sat, existând și două sinagogi [9].